# Greta Chi
Greta Chi (nacida Chi Ke Ping; Copenhague, 1940) es una actriz danesa de origen chino que ha desarrollado su carrera en Estados Unidos.

## Biografía
Nació en 1940 en la ciudad de Copenhague, Dinamarca, bajo el nombre de Chi Ke Ping. 
Hija de un diplomático chino y de una mujer alemana, le daba ese aire "exótico" a esta actriz principiante en los años 50 y 60.
Chi apareció en papeles secundarios en películas de menor presupuesto en Estados Unidos y otras películas extranjeras.
Chi logró su único protagónico con Fall Girl (1961) junto al actor John Agar.
Hizo algunas apariciones en televisión, entre ellos el más destacado en el papel de Ling Ling, en un episodio de la serie cómica Bewitched. Años después terminó haciendo narraciones para documentales, desapareciendo del mapa hacia finales de los años 70.
Actualmente vive en Lucerna, Suiza, donde ha pasado la mayoría de su vida. Se casó, razón por la cual su nombre cambió a Greta Maxwell.
Su padre fundó un restaurante chino en esa misma ciudad al que llamó Li Tai Pe, el cual se hizo muy popular entre personalidades del arte, el cine y teatro de toda Suiza. Después de la muerte de sus padres, Chi pasó a ser dueña y administradora del local.

## Filmografía

### Cine
- Five Gates to Hell (como Yoette) (1959)
- Lisette (Fall Girl) (como Lisette) (1961)
- La reina del Chantecler (como Mata Hari) (1962)
- Fathom (como Mayor de la KGB, Jo May Soon) (1967)
- Farewell to Manzanar (Documental) (1976)

### Televisión
- The Brothers Brannagan (como Tina en el episodio "The Key of Jade") (1960)
- Adventures in Paradise (como Tara en el episodio "The Beach at Belle Anse") (1962)
- Bewitched (como Ling Ling) (1965)
- The Rogues (como Rinl en los episodios "Our Men in Arawat" y "The Golden Ocean") (1965)
- Burke's Law (como Kara en el episodio "The Prisoners of Mr. Sin") (1965)
- Get Christie Love! (en el episodio "Deadly Justice") (1974)
- Police Story (como Barbara Chang en el episodio "Year of the Dragon: Part 2") (1975)